# کیشار
در حماسه اکدی انوما الیش، کیشار (به اکدی: 𒆠𒊹، آوانگاری: Kišar) دختر لاهامو و لاهمو، فرزند نخست تیامات و آبزو است. او شخصیت زن اصلی، خواهر و همسر آنشار و مادر آنو است. کیشار نشان‌دهنده زمین در برابر همتای خود، آنشار، که نشان‌دهنده آسمان است، است، و می‌تواند به عنوان ایزدبانوی مادر زمین در نظر گرفته شود. نام او همچنین به معنای «همه زمین» است.
کیشار تنها یک بار در انوما الیش، در آغاز حماسه پدیدار می‌شود و سپس در بقیه داستان ناپدید می‌شود. او تنها گاهی در نوشته‌های دیگر هزاره نخست پیش از میلاد وجود دارد، که در آنها می‌توان او را با ایزدبانوی آنتو برابر گرفت.